# Sint-Catharinakerk (Asperen)
De hervormde Sint-Catharinakerk in het Gelderse stadje Asperen is een kruiskerk met een monumentale toren in de stijl van de Kempische gotiek. De kerk dateert uit de 15de eeuw en verving mogelijk een voorganger die op dezelfde plek of nabij stond.
De kerktoren bestaat uit drie geledingen en vertoont verwantschap met de Kempische kerktorens van Acquoy, Sint-Petrusbasiliek Oirschot en vooral Hilvarenbeek. In de toren hangt een luidklok uit 1532, gegoten door de Utrechtse klokkengieter Hendrick de Borch de Oudere.
De kerk heeft een pseudobasilicaal schip en een vijfzijdig gesloten koor en wordt overdekt door houten tongewelven. De kapitelen van de zuilen waarop de scheibogen in het schip rusten hebben enkele bladkransen. De kerk leed in 1674 en 1717 zware stormschade en brandde in 1896 geheel uit, waarbij het interieur verloren ging. De toren bleef gespaard.
In het koor bevindt zich een 16de-eeuwse graftombe voor enkele leden van de familie Van den Boetzelaer, destijds heren van Asperen.
Het orgel dateert uit 1892 en stond oorspronkelijk in de Rotterdamse Noorderkerk. Sinds 2010 staat het instrument in Asperen. Achter het orgel bevindt zich een nis met een secco uit omstreeks 1520, gemaakt ter nagedachtenis aan de inname van Asperen door de Geldersen in 1517. 
De kerk wordt gebruikt door de Hervormde Gemeente Asperen (PKN).